# Mount Richard Bennett
Mount Richard Bennett är ett berg i Kanada.   Det ligger i provinsen British Columbia, i den centrala delen av landet, 3 300 km väster om huvudstaden Ottawa. Toppen på Mount Richard Bennett är 3 190 meter över havet. Mount Richard Bennett ingår i Cariboo Mountains.
Terrängen runt Mount Richard Bennett är huvudsakligen bergig, men den allra närmaste omgivningen är kuperad.Trakten runt Mount Richard Bennett är nära nog obefolkad, med mindre än två invånare per kvadratkilometer.. Det finns inga samhällen i närheten. 
Trakten runt Mount Richard Bennett är permanent täckt av is och snö.